# Balise routière de renforcement d'un marquage en divergent en France
Pour les articles homonymes, voir J12.

Balise J12.

La balise routière de renforcement d'un marquage en divergent est une balise souple, codifiée J12, dont le but est de renforcer les lignes blanches continues, uniquement lorsque la route diverge.

## Descriptif
La balise J12 se présente sous forme d'un profil fermé ou d'une lame plane ou cintrée. Sa hauteur normale est comprise entre 700 et 850 mm ; exceptionnellement, elle peut être abaissée jusqu'à 500 mm en agglomération. Sa largeur apparente est comprise entre 150 et 200 mm .
Elle est de couleur verte et comporte deux bandes blanches rétroréfléchissantes de 100 mm de hauteur, espacées de 50 à 100 mm et placées dans les tiers supérieurs de la balise. Ces bandes ne doivent pas se prolonger sur la face non visible des balises si, la nuit, elles risquent de donner une indication trompeuse aux usagers circulant en sens inverse.

## Implantation
Les balises J12 sont en général implantées à environ 0,5 mètre à droite de la ligne continue, exceptionnellement sur cette ligne continue, mais en aucun cas sur la chaussée.